# Нечаєвський (Новосибірська область)
Нечаєвський (рос. Нечаевский) — селище у Тогучинському районі Новосибірської області Російської Федерації.
Входить до складу муніципального утворення Нечаєвська сільрада. Населення становить 900 осіб (2024).

## Історія
Згідно із законом від 2 червня 2004 року органом місцевого самоврядування є Нечаєвська сільрада.

## Населення
| 2002 | 2007  | 2010 | 2012 | 2013 | 2014 | 2015 |
| ---- | ----- | ---- | ---- | ---- | ---- | ---- |
| 1056 | ↗1113 | ↘951 | ↘928 | ↘896 | ↗924 | ↗934 |
| 2016 | 2017  |      |      |      |      |      |
| ↘924 | ↘920  |      |      |      |      |      |